# 1575년 발디비아 지진
1575년 발디비아 지진(1575 Valdivia eathquake)은 현지 시각 1575년 12월 16일 오후 2시 30분에 발생한 모멘트 규모 9.0 이상, 표면파 규모 8.5의 초거대지진이다. 당시 스페인 제국이 지배하던 칠레 도독령(현 칠레)의 발디비아에서 일어났다. 이 지진으로 인해 발디비아 지방에 홍수가 발생했다.

## 피해와 설명
같은 해인 1575년 3월 17일에도 규모 약 M7.3의 지진이 산티아고를 강타했으나 경미한 피해만 발생했고, 당시 가톨릭 신자가 많았던 칠레 지역의 시민들은 이 지진을 신이 내린 경고신호로 알아들었다.
12월 16일 발생한 지진으로 당시 발디비아의 코레히도르였던 페드로 마리뇨 데 로베라는 강물이 마치 홍해처럼 갈라져서 한 쪽은 상류로, 다른 쪽은 하류로 흘렀다고 증언했다. 마리뇨 데 로베라는 라구나데아니과(현재의 리니우에호수)의 댐이 붕괴될 위기에 처하자 급히 도시에 대피령을 내리기도 했다. 당시 로베라는 발디비아의 정착지가 강변에서 멀어져서 스페인 사람은 아무도 죽진 않았지만, 대신 수많은 원주민들이 사망했다고 기록했다. 발디비아에서는 쓰나미로 100명이 사망했고 산사태로 만들어진 자연댐이 이듬해 4월 붕괴되면서 약 1,200명이 사망했다고 추정된다. 여진은 약 40일간 계속되었다.
1575년 발디비아 지진의 영향은 1960년 지구상에서 가장 큰 지진 규모로 측정된 지진인 1960년 발디비아 지진과 거의 유사하며, 지진으로 리니우아소 홍수가 발생하기도 했다. 두 지진의 유사성은 거대지진이 수 세기에 걸쳐 반복되는 일종의 패턴을 가진다는 점을 보여준다.

## 같이 보기
- 칠레의 지진 목록
- 1960년 발디비아 지진